# 韋氏魣
韋氏魣為輻鰭魚綱鱸形目鯖亞目金梭魚科的其中一種，分布於印度太平洋區的澳洲及新喀里多尼亞海域，體長可達31公分，棲息在沿岸海域，屬肉食性，以魚類等為食，具利齒，易造成創傷。